# Даворин Боговић
Даворин Боговић (Загреб, 23. март 1960) је хрватски рок певач, најпознатији по раду у Прљавом казалишту.
Један је од оснивача Прљавог казалишта. Заједно са Зораном Цветковићем (соло гитара), Нином Храстеком (бас гитара) и Тихомиром Филешом (бубњеви), свирао је у групи 'Цифершлус'. Године 1977. придружио им се Јасенко Хоура и тада су променили име у Прљаво казалиште.
По изласку из Прљавог казалишта 1985. године оснива бенд 'Даворин и Боговићи', са којим 1998. године издаје студијски албум Сретно дијете . Године 2008. био је учесник ријалитија Фарма који се приказивао на Новој ТВ. У петој недељи учешћа изгубио је дуел од Алена Мацинића и напустио Фарму.

## Биографија
Даворин Боговић рођен је 23. марта 1960. године у Загребу. Одрастао је у Дубрави у насељу Павелић. Био је син јединац разведених родитеља и живео је са мајком (Боженом), која је преминула 2007. године . Похађао је ОШ „Марија Јурић Загорка“ (8. мај ОШ) и више средњих школа, 7. гимназија, гимназија хемијска, гимназија у Кушлановој и Држичевој, али и средња музичка школа.
Ожењен је супругом Звонком, са којом има два сина Домагоја (1991) и Карла (1993).

## Музичка каријера

### Рано доба
Док је похађао основну школу Марија Јурић Загорка, Боговић је певао песме Битлса и Кинкса. Касније се у вишим разредима дружио са Нинославом Храстеком, Маријаном Бркићем, Хазимом Кардашевићем, Жељком Перваном и другима са којима је свирао гитару и певао.
1976. године, заједно са Срећком Шћеповићем, Зораном Цветковићем и Нинославом Храстеком, оснива свој први рок бенд под називом „Цифершлус“. Године 1977. Цветковић је у састав довео гитаристу Јасенку Хоуру. Затим долази до промена у саставу и оснивају нову групу коју су назвали Прљаво позориште.

### Прљаво позориште
Прљаво казалиште је основано 1977. године, а Даворин Боговић наступа као вокал.
Први материјал, макси-сингл са три песме "Телевизори", "Мајка" и "Моје Дјетињство", објавили су 1978. године . Композиције су потписане као заједничко ауторско дело бенда. Плочу је пуштала прва, оснивачка постава. Иако су на омоту сингла промовисали панк, музика веома подсећа на традиционални рок. Насловна нумера је једно од најзначајнијих дела Прљавског казалишта, али је услед преласка групе из Југотона у Сузи убрзо пала у заборав. Поново је објављен на касетној верзији ливе албума Све је лако кад си млад - лајв (на Д страни, који садржи студијске бонусе из периода када је певач групе био Боговић), као и на компилацији која се такође зове Све је лако кад си млад '77-'99 (прва нумера на првом ЦД-у бокс сета од четири ЦД-а, који су заједно објавили ЦБС и Сузи 2001).
Тада су уследили први наступи и успостављање хрватске новоталасне сцене.
Године 1979. објавили су сингл са две композиције, „Мој је отац био у рату“, коју су написали Хоура и Цветковић, и „Ноћ“, коју потписује Хоура.
У то доба смо скужили прве панкере. Тада смо кренули са зихерицама, а до тада смо на себи имали квачице за вјешање рубља. Свашта смо у то вријеме радили. Резали се жилетима, палили чикове по себи. На срећу, ја имам ожиљке само од неуспјелих тетоважа. Били смо бунтовници. Први албум смо снимили '79. године под именом 'Прљаво казалиште'.
Гитариста Маријан Бркић придружио се бенду 1979. године. Исте године снимају свој први студијски албум под називом Прљаво казалиште . Албум постаје велики хит и по мишљењу музичких критичара најбољи деби у историји хрватског рокенрола . Албум је одсвиран у панк стилу (приметан је утицај Секс Пистолса) и садржи песме које се баве темама одрастања и пубертета, као и јаке друштвене критике. На албуму се налази једанаест песама, међу којима су песме „Ја сам младић у најбољим годинама”, „Суботом увече” и „Сретно дијете” незаобилазне када се саставља свака озбиљна компилација највећих хитова овог бенда. Друштвене композиције као што су „У мојој општини нема проблема“, „Везе и познанства“, „Човјек за сутра“ и „Што је то у људском бићу што га води према пићу“ стекле су популарност много касније. Такође, када се говори о овом албуму, не могу се занемарити песме „Неки дјечаци” (о хомосексуалности) и „На посљедњој станици трамваја”. Омот овог албума, који је направио познати хрватски графичар Мирко Илић, и данас се памти по црвеном језику избоденом сигурносном иглом.
Године 1980. одлазе у Милано, где снимају свој следећи албум Црно-бијели свет, на коме Боговић изводи популарну реплику у истоименој композицији: „Моје име је Даворин Боговић, а ово све око мене, то је црно-бијели свијет.“, линија која ће га бацити у саму орбиту популарности. Албум садржи десет песама, међу којима су, поред наслова, значајне песме „Модерна дјевојка“, „Загреб“, обрада „17 ти је година тек“, и композиција „Ми плешемо“ (која је и даље значајан чинилац на концертном репертоару Прљавог позоришта), мада и друге, мање познате песме заслужују пажњу. Албум је, као и претходни, продуцирао Иван Пико Станчић и један је од најквалитетнијих албума у целокупној дискографији Прљавог театра. „Црно-бијели свијет“ је и један од најпродаванијих албума ове групе (продато је преко 100.000 примерака) и довео их је до врха популарности. Преовлађујући стил на албуму је ска .
Није претерано рећи да овај албум (који је промовисан широм бивше Југославије) представља сам зенит Боговићеве каријере. Боговић је тада на све могуће начине избегавао одлазак у војни рок, што му је на крају и пошло за руком.

Боговић је у то време живео веома бунтовнички. Често је са својим друштвом одлазио на море, а због једног таквог је пропустио снимање следећег албума Херој улице (који је отпевао Јасенко Хоура). Хоура и остали чланови тима били су веома незадовољни његовим поступком, али су му временом опростили и Боговић се вратио у тим. О томе у интервјуу говори Даворин Боговић:
„Снимање албума се мало одужило. Требали смо ићи крајем травња у Шведску, у студио Тинија Варге, познатог сниматеља и продуцента. Стигло је љето, а ми још увијек нисмо кренули. Чуо сам се с екипом која је тада била у Башкој на Крку. Кад сам чуо лупање валова и женске гласове с плаже у позадини, био сам као дивље импулзивно дијете. Нисам превише размишљао и отишао сам на море. Да сам остао на Крку, добио бих телеграм о томе да крећемо за Шведску. Но, ми смо отишли на неколико дана на излет на Црес па је Прљаво казалиште отишло без мене. Тада су ме сви мрзили. Мало-помало сам им се умилио и опростили су ми.
”
Иако неоспорног квалитета, албум „Херој улице” није забележио велики успех у периоду непосредно по изласку. Разлог томе је што публика, која је очекивала наставак „Црно-бијелог света”, није прихватила нови стил (рокабили, и утицај Спрингстина и Колинса), а није прихватила ни Јасенка Хоуру у улози певача. Тек у каснијем периоду овај албум ће добити заслужено признање публике.
Следећи албум Корак од сна снимљен је 1983 . Улогу главног вокала поново добија Даворин Боговић. Албум садржи осам песама. Главни лик овог албума је песма „Све је лако кад си млад“, (звучи која подсећа на песму „Should I stay or should I go“ култне британске панк групе Клеш) која је убрзо постала мегахит. Поред ове песме, један од највећих хитова је и насловна, а значајне су и песме „Добар вјетар у леђа“, „Стајао сам“ и „Чини ми се“. Ово је први у низу албума Прљавог казалишта који је снимљен у препознатљивом поп стилу. На албуму се могу пронаћи елементи свих стилова којима су се до сада бавили и он је својеврсни наставак „Црно-белог света”, али уједно и мост између тог албума и „Хероја улице”. На албуму је један од пратећих вокала Младен Бодалец, коме је ово прва сарадња са Прљавим казалиштем. Највећи недостатак албума је то што су га, за разлику од претходна два албума који су снимана у познатим студијима, продуцирали значајни продуценти („Црно-бијели свијет је сниман у Милану и продуцирао Пико Станчић, а „Херој улице је снимљен у Шведској, а продуцирао Тини Варга), „Корак од сна“ је сниман и произведен у Загребу (продуцент је Ненад Зубак, име неупоредиво мање од Станчића и Варге), што се негативно одразило на квалитет звука. Упркос томе, публика је добро прихватила овај албум.

Даворин Боговић је дефинитивно напустио Прљаво казалиште 1985. године, непосредно пред снимање албума Златне године. Албум је отпевао Младен Бодалец, који је и данас певач групе.
„"Тада је сватко отишао на своју страну. Ја опет на море, а они на снимање новог албума."”
Поново ће сарађивати са Прљавим Казалиштем на снимању албума Деведесета (Сузи, 1990), на којем је певао пратеће вокале. Најзначајније присуство Даворина Боговића на овом албуму је у песми „Немој мисли да се влавкам”, коју је отпевао у дуету са Јасенком Хоуром, и у песми „Деведесете”, где је, уз пратеће вокале, такође отпевао један део.
Наступио је и на јубиларном концерту поводом тридесет година постојања Прљавог казалишта, одржаном 17. јануара 2009. године у загребачкој Арени . Материјал са овог концерта објављен је на "живом" албуму XXX године .

### Соло каријера
По изласку из састава Прљаво казалиште, Боговић је размишљао о одустајању од бављења музиком, али је врло брзо почео да ради као музички уредник на Радију 101 . Кратко време сарађивао је са рок групом Пипс, чипс & Видеоклипс, на њиховој композицији „Рок н рол звијезда“, која се налази на албуму Дерњава .
Основао је бенд 'Даворин и Боговићи', у којем заједно са њим свирају Албин Злопаша (гитара), Лука Некић (гитара), Синиша Радаковић (бас гитара) и Жељко Дијаковић (бубњеви). Године 1998 . објавили су студијски албум Sretno dijete, који је објавио Кроација Рекордс . Албум садржи десет композиција, а осим две које су обраде, садржи и композиције које потписују Даворин Боговић, Јасенко Хоура, Синиша Радаковић и Маријан Бркић. Сниматељ и продуцент целокупног материјала је Бркић. На материјалу су и бројни гости, међу којима су Бранко Пожгајец (Други начин), Зорислав Прексавец (Парни ваљак), Кристина Рупчић и други.
Заједно са рођаком Дамиром Шабаном креирао је позоришну представу Густл салон, која је премијерно изведена 1997. године . Боговић је аутор музике, а у представи игра музичара који свира хармонику, гитару, блок флауту и мали бубањ. Имали су бројне наступе у европским градовима и освојили два фестивала.
Године 2007. снимио је сингл "Волим ногомет" који је емитиран као насловна пјесма истоимене емисије на другом програму ХРТ-а.

## Лични живот
По одласку из бенда Прљаво казалиште, Боговић је 1987. године упознао будућу супругу Звонку, са којом се оженио 12. јануара 1991. године . Исте године, у јуну, рођен им је први син Домагој, а 1993. године други син Карло. Оба сина играју и тренирају фудбал у НК Текстилац на загребачким Равницама. Супруга Звонка је медицински техничар и ради у лабораторији на одељењу патологије КБ „Сестре милосрднице“ .

## Дискографија

### Прљаво казалиште

#### Студијски албуми
1. Прљаво позориште - Сузи, 1979.
2. Црно-бијели свет - Сузи, 1980.
3. Корак од сна - Сузи, 1983.
4. Деведесета - Сузи, 1990. (Гост у композицијама Немој мисли да светај и Деведесета, и пратећи вокали на неколико композиција)

#### Синглови
1. " Телевизори " - Југотон, 1978.
2. " Мој отац је био у рату " - Сузи, 1979.
3. " Црно-бијели свет " - Сузи, 1980.

## Филмографија
- „Црно-бели свет“ као творац шљаке (2015)
- „Заувијек суседи“ као Струја и Мики ( 2008)